# Llanos de Santa Lucía
Llanos de Santa Lucía es el quinto distrito del cantón de Paraíso, en la provincia de Cartago, de Costa Rica.
Su denominación data desde de la época colonial española.

## Toponimia
Colonizadores españoles devotos a Santa Lucía de Siracusa bautizaron con el nombre de esta santa a esta región de micro-planicies ubicadas al Este del Valle de El Guarco, de tal forma se acuñó el nombre Llanos de Santa Lucía para denominar la zona.

## Historia
Desde los inicios de la Colonia Española un conjunto de pequeñas llanuras ubicadas en la parte oriental del Valle de El Guarco fue conocida como "Llanos de Santa Lucía". En esta época la principal población de la zona se encontraba ubicada en Ujarrás, donde la primera edificación se construyó en la década de 1560; allí se mantuvo hasta el siglo XIX, sin embargo, por motivos de índole económico, social y de vulnerabilidad de la población frente a los desastres naturales, en el año 1832, durante la Administración del jefe de Estado José Rafael Gallegos se firma el decreto que contemplará la reubicación de tal población a la zona de Llanos de Santa Lucía, de igual forma tal decreto realizará el cambio de nombre de la zona, este contendrá una carga simbólica muy significativa para la población, pues serían trasladados a la Villa del Paraíso. El decreto contempló lo siguiente:

Artículo 1º - La Villa de Ujarrás se trasladará precisamente a Llanos de Santa Lucía que es el terreno que se ha encontrado más apropiado y que tiene los elemento necesarios para la salubridad, comodidad y bien estar de los vecinos.
Artículo 2º - En lo sucesivo se llamará la Villa del Paraíso

A pesar del paso de los siglos y de muchos acontecimientos esta denominación logró perdurar en el acervo cultural de la población y hoy ha sido rescatada con el otorgamiento de tal nombre al distrito quinto, conservando y consolidando de esta manera la herencia colonial.

### Siglo XX
El territorio que hoy se denomina Llanos de Santa Lucía estuvo constituido históricamente por grandes propiedades dedicadas principalmente a la ganadería y en menor medida, a la agricultura, a lo que se le sumaban pequeños poblados dispersos. Sin embargo, a finales del siglo XX la población de la zona comenzó a crecer exponencialmente, debido a una inmigración acaecida entre 1980 y 1990, esto fue gracias a la disposición de tierras por parte del Estado para la realización de obras de asistencia social. De esta forma el aumento de la población conllevó nuevas formas de organización religiosa y política, elementos indispensables para lo que sucedería en los albores del siglo próximo.

### Siglo XXI
En el año 2000 Llanos de Santa Lucía fue declarado Centro de Animación Pastoral, y gracias a fuertes movimientos de los grupos religiosos fue erigida a Parroquia el 27 de junio de 2004. Hoy la Parroquia Santa Lucía cuenta con el Centro parroquial y las filiales Santísima Trinidad (Salvador) y Señor de la misericordia (La Laguna). Paralela y conjuntamente a que fue erigida Parroquia, el 24 de mayo del mismo año, tiempo antes, movimientos civiles que tenían varios años trabajando el aspecto político lograron su cometido, culminaron con la creación constitucional del Distrito.
Llanos de Santa Lucía fue creado el 24 de mayo de 2004 por medio de Decreto Ejecutivo 31871-G, durante la administración de Abel Pacheco de la Espriella, publicado y entrado en rigor con su publicación en el Diario Oficial La Gaceta n.º 142, del día miércoles 21 de julio del año 2004.
Para que la creación del distrito se lograra fue necesario aplicar la Ley N.º 4366 del 19 de agosto de 1969, donde indica que le corresponde al Poder Ejecutivo declarar la creación de los distritos indicando sus cabeceras, poblados que lo forman y sus límites detallados. Además se tomó en cuenta el Acuerdo del Concejo Municipal de la Municipalidad de Paraíso, que data de la sesión del diez de noviembre del dos mil tres, según acta número ciento treinta y siete, artículo quinto, donde se acordó aprobar la creación del distrito Llanos de Santa Lucía. De igual forma la Comisión Nacional de División Territorial Administrativa por recomendación del Comité Técnico, en sesión N.º 95 del 25 de marzo de 2004, aprobó la creación del distrito quinto del cantón Paraíso.

## Ubicación
Está ubicado al este del Valle de El Guarco, a las faldas del Volcán Irazú. Esta comunidad se encuentra localizada a cinco kilómetros al este de la ciudad de Cartago, y aproximadamente a treinta y cinco kilómetros de la ciudad capital San José. 
Al este limita con el distrito Paraíso, al sur con el distrito Dulce Nombre perteneciente al cantón de Cartago. al oeste limita con el distrito San Rafael del cantón de Oreamuno y al norte limita con el distrito Cot, también en el cantón de Oreamuno.

## Geografía
Llanos de Santa Lucía cuenta con un área de 6,54 km² y una altitud media de 1347 m s. n. m.

## Clima
En la zona donde se encuentra ubicado el distrito existen dos estaciones muy bien marcadas: el invierno que inicia en mayo y finaliza en enero, a excepción de agosto y septiembre que casi siempre se mantiene sin precipitaciones y el verano que inicia en febrero y concluye en abril, siendo este el mes más cálido del año.

## Demografía
Para el año 2022, Llanos de Santa Lucía cuenta con una población estimada de 17 718 habitantes, y para el último censo efectuado, en 2011, Llanos de Santa Lucía contaba con una población de 17 086 habitantes.
Para el censo de 2011, Llanos de Santa Lucía era el distrito más poblado del cantón de Paraíso, de igual forma es el quinto distrito más poblado de la Provincia de Cartago, después de los distritos Aguacaliente, San Nicolás, Turrialba y San Rafael.
Etnográficamente la población de Llanos de Santa Lucía muestra una gran diversidad en su cultura, ya que la misma está compuesta por inmigrantes provenientes de diferentes latitudes geográficas de Costa Rica, cabe destacar que la mayor parte de la población son descendientes de europeos y mestizos, de igual forma hay un grupo importante de descendientes de indígenas y una minoría de afrodescendientes.

## Localidades
- Cabecera: Llanos
- Poblados: Ayala, Páez (parte), Salvador.

## Cultura

### Educación
En el distrito existen dos escuelas públicas de enseñanza primaria y un colegio técnico de educación secundaria, paralelamente existe una escuela-preparatoria de enseñanza privada. Es importante destacar que desde el año 2013 se ofrece a la comunidad la alternativa de optar por un técnico medio en la sección nocturna dirigida a personas adultas.

### Religión
Existen algunas de iglesias evangélicas distribuidas a lo largo del Distrito, sin embargo, la mayor parte de la población profesa la religión católica, esta última tiene una gran incidencia en la población y es una institución líder en ámbitos como la ayuda social. Bajo este esquema el pueblo de Llanos de Santa Lucía tiene a Santa Lucía como su patrona distrital, siendo así desde el día de la creación constitucional del mismo; el lema de la Parroquia es: Una sola parroquia un solo corazón.

#### Fiestas patronales
En honor a Santa Lucía, el 13 de diciembre de cada año se realizan fiestas patronales en los que participa la sociedad civil y la Iglesia Católica. Estas fiestas suelen extenderse por una semana y es usual que se celebren rosarios de la Aurora, misas, carreras atléticas o de MTB, festival de la canción, tope infantil, reinado infantil, entre otros.

## Economía
En la actualidad en el distrito se desarrolla la actividad agroindustrial en dos sectores específicos, la siembra intensiva de caña de azúcar y de flores y helechos, ambas actividades se ubican hacia el norte y nordeste. Además presenta un débil sector ganadero en la zona noroeste. Tiene un sector comercial incipiente hacia el sur a lo largo de la Ruta 10, sin embargo en ese sector y hacia el suroeste el uso de suelo generalizado es el de desarrollo urbano. El crecimiento económico en el centro del distrito, es notable con la creación de nuevos comercios y locales comerciales, lo cual mejora la producción y logra que los habitantes no tengan que salir del distrito para adquirir servicios y productos.

### Exposiciones
Llanos de Santa Lucía cuenta con el Centro Nacional de Exposiciones denominado Campo Ayala, en el cual se realizan constantemente ferias y exposiciones de toda índole. Este centro fue fundado en el año 1929, se encuentra ubicado en la zona de Llanos de Santa Lucía desde el año 1976 y es administrado por el Centro Agrícola Cantonal de Cartago.

### Turismo

#### Parque de la Expresión Laguna de Doña Ana
El distrito cuenta con un parque recreativo, fue el 15 de agosto de 1981 cuando se inauguró el con el nombre de "Parque de la Expresión Laguna de Doña Ana", el cual según los historiadores en el tiempo de la Colonia, los terrenos que hoy lo conforma constituyen parte de lo que fue la finca particular de Anacleta Arnesto de Mayorga, dama cartaginesa del siglo XIX, quién acudía regularmente a ella en sus días de descanso.
El Parque cuenta con una serie de instalaciones como una explanada construida en concreto que se utiliza para la presentación de eventos artísticos, dos áreas de juegos infantiles, dos canchas multiuso (para la práctica del baloncesto, voleibol y fútbol salón), una cancha de minifútbol, 12 ranchos para almorzar, un juego indígena (fue practicad por las culturas mayas y aztecas), cuatro baterías de servicios sanitarios y duchas. Además el Parque cuenta con una calle de circunvalación interna que permite la práctica de actividades como el atletismo, la caminata, el ciclismo y el patinaje. Asimismo, el parque cuenta con un área específica para acampar.
Como uno de los mayores atractivos del parque, desde el siglo pasado la historia y la leyenda de la laguna ha permitido que este lugar se ha considerado como el centro de atención de este bello paraje. Es importante descartar dentro de las anécdotas que se cuenta del parque que la glorieta que se encuentra en el centro de la laguna en algún momento de la historia sirvió, según los historiadores, para que Anacleta disfrutara del paisaje que desde allí se observa, también se dice que esta fueron sepultados los restos de un expresidente del Perú. También se cuenta que de esta zona sale un túnel que va a dar al antiguo Teatro Apolo en Cartago y que precisamente a través de ese túnel llegó Francisco de Morazán a refugiarse de los terrenos de Anacleta.

## Transporte

### Carreteras
Al distrito lo atraviesan las siguientes rutas nacionales de carretera:
- Ruta nacional 10

### Ferrocarril
El Tren Interurbano administrado por el Instituto Costarricense de Ferrocarriles, atraviesa este distrito.